# Ri Song-Hui
Ri Song-Hui (Corea del Nord 1978) és una aixecadora nord-coreana, guanyadora de dues medalles olímpiques.

## Biografia
Va néixer el 1978 en Corea del Nord.

## Carrera esportiva
Va participar, als 21 anys, en els Jocs Olímpics d'Estiu de 2000 realitzats a Sydney (Austràlia), on va aconseguir guanyar la medalla de plata en la prova femenina de pes lleuger (-58 kg), un metall que aconseguí revalidar en els Jocs Olímpics d'Estiu de 2004 realitzats a Atenes (Grècia). Al llarg de la seva carrera ha guanyat quatre medalles en el Campionat del Món d'halterofília, una d'elles d'or, i dues medalles en els Jocs Asiàtics, una d'elles també d'or.